# Opaka, Drohobîci
Opaka (în ucraineană Опака) este o comună în raionul Drohobîci, regiunea Liov, Ucraina, formată numai din satul de reședință.

## Demografie
Componența lingvistică a comunei Opaka
     Ucraineană (99,6%)
     Alte limbi (0,4%)
Conform recensământului din 2001, majoritatea populației comunei Opaka era vorbitoare de ucraineană (99,6%), existând în minoritate și vorbitori de alte limbi.